# Centris zonata
Centris zonata är en biart som beskrevs av Alexander Mocsáry 1899.
Centris zonata ingår i släktet Centris och familjen långtungebin. Inga underarter finns listade i Catalogue of Life.